# Brookwood (Surrey)
Brookwood è un paese di 2 416 abitanti della contea del Surrey, in Inghilterra.